# Amata wallaceii
Amata wallaceii là một loài bướm đêm thuộc phân họ Arctiinae, họ Erebidae.